# Nuwaubian Nation

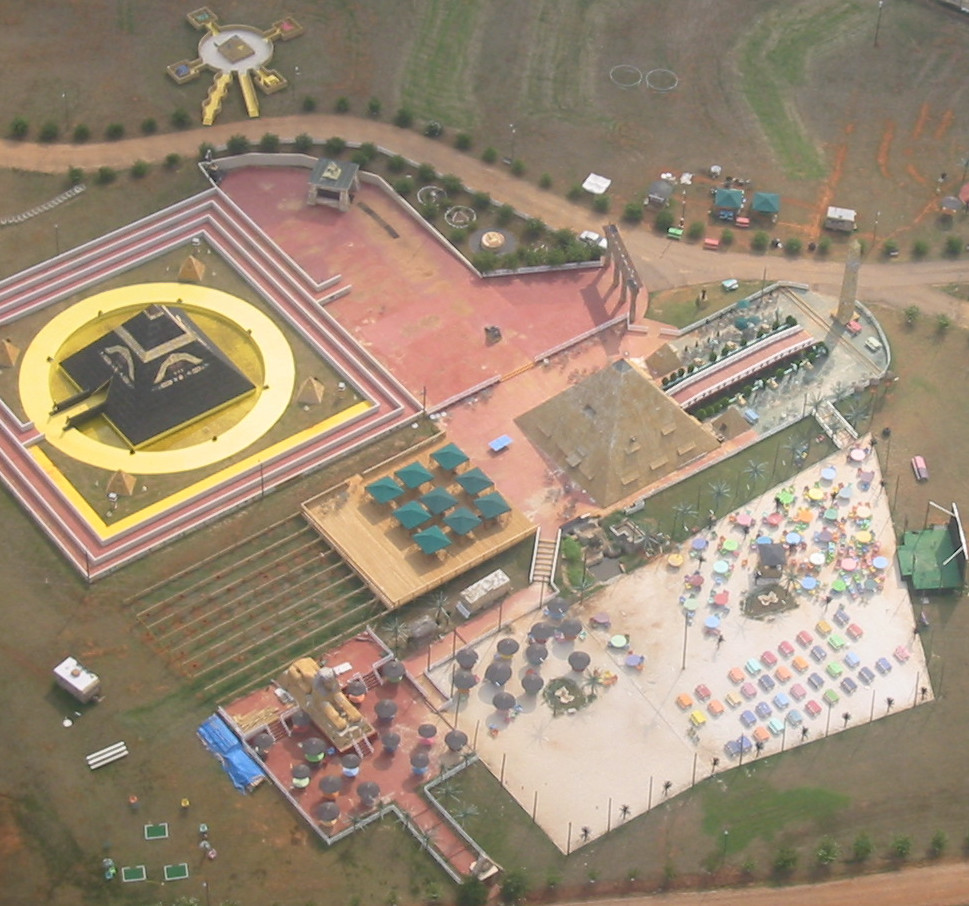
Le campement de Tama-Re, vue du ciel en 2002.

La Nuwaubian Nation ou Nuwaubianisme est un groupe religieux américain fondé et dirigé par Dwight York (en), aussi connu sous le nom de Malachi Z. York. Plus tôt, York fonde un groupe appelé les Black Muslims à New York en 1967. Il change ses doctrines et le nom de ses différents groupes de nombreuses fois, y mêlant des concepts venus du Judaïsme, de la Chrétienté et de plusieurs sources ésotériques.
A la fin des années 1980, il abandonne la théologie musulmane au profit du Kémétisme et des religions OVNIS. En 1991, il emmène toute sa communauté au nord de la ville de New York ; puis à Eatonton, le chef lieu du comté de Putnam en Géorgie. Ses fidèles y bâtissent un lieu sur le thème de l’Égypte ancienne qu'il nomme Tama-Re. Le mouvement change alors de nom pour devenir la « United Nuwaubian Nation of Moors ». 
En 2000, le mouvement a plus de 500 adhérents. Le lieu attire des milliers de visiteurs pendant quelques années. Puis le nombre de fidèles se met à diminuer lorsque York est condamné à la suite de nombreuses accusations de pédophilie à 135 ans de prison en avril 2004. Tama-Re est détruite. Le Southern Poverty Law Center décrit York comme un « suprémaciste noir et gourou d'une secte », et a désigné son organisation comme « groupe prônant la haine ». 

## Fondateur
La Nuwaubian Nation était intégralement centrée sur la personne de son fondateur, Malachi Dwight York, qui a changé de nom à plusieurs reprises et utilisé des dizaines d'alias. C’était un psychopathe  
Dwight York est né le 26 juin 1935. Il commence son ministère à la fin des années 1960 : à partir de 1967 à Brooklyn, il dispose déjà d'un petit groupe de fidèles qu'il a appelé les « Nubiens » panafricains (par opposition aux « Afro-Américains »).
Au cours des années 70 et 80, York fonde de nombreux ordres fraternels ésotériques ou quasi-religieux sous différents noms, d'abord en suivant des doctrines pseudo-islamiques, puis passant ensuite au thème de l'Égypte ancienne afrocentré, mêlant de manière éclectique des idées tirées du nationalisme noir, de la cryptozoologie, des religions OVNI et de théories du complot populaires. Au cours des années 1980, il est également actif en tant que musicien sous le nom de Dr. York, enregistrant pour Passion Records.
York a publié environ 450 livrets (appelés « rouleaux ») sous de nombreux pseudonymes. À la fin des années 1990, il s'est qualifié de prophète-fondateur messianique de son mouvement, revendiquant parfois un statut divin ou une origine extraterrestre, apparaissant lors des célébrations du Saviour's Day à Tama-Re.
En mai 2002, York est arrêté puis, en 2003, il plaide coupable d'abus sexuels sur des enfants après avoir été inculpé de 197 chefs d'abus sexuel d'enfants, y compris des accusations de trafic sexuel de mineurs à travers les frontières entre Etats. Ces mineurs n'avaient que 8 ans. Il est emprisonné puis, en 2004, condamné à une peine de 135 ans de prison. Ses déclarations de culpabilité ont été confirmées en appel.  Le cas Dwight  York est l'une des plus grandes poursuites pour abus sexuel sur mineur jamais dirigée contre une seule personne dans l'histoire des États-Unis, à la fois en termes de nombre de victimes et de nombre d'incidents. L'affaire a été décrite dans le livre « Ungodly: A True Story of Unprecedented Evil » (2007) de Bill Osinski, un journaliste qui avait couvert les Nuwaubiens en Géorgie à la fin des années 1990.
Certaines factions de la sous-culture suprémaciste noire aux États-Unis semblent continuer à soutenir York à partir de 2010, dépeignant sa condamnation comme une conspiration de la « structure du pouvoir blanc ». Malik Zulu Shabazz, président du New Black Panther Party et avocat de York, a décrit York comme « un grand chef de notre peuple [… et] victime d'une conspiration ouverte de notre ennemi ».

## Croyances
Le Southern Poverty Law Center décrit le système de croyance du Nuwaubianisme comme "un mélange d'idées suprémacistes noires, de culte des Égyptiens et de leurs pyramides, de croyances aux OVNIS et de diverses conspirations liées aux Illuminati et aux Bilderbergs" et cite en exemple la lettre de York datée du 10 novembre 2004 : « Le Caucasien n'a pas été choisi pour diriger le monde. Ils manquent d'émotions vraies dans leur création. Nous n'avons jamais voulu qu'ils soient pacifiques. Ils ont été élevés pour être des tueurs, avec de faibles niveaux de reproduction et une courte durée de vie. » Une autre explication veut que les Caucasiens descendent de Caïn: « Adam et Eve ont été envoyés dans les îles de la mer Égée entre l'Asie et l'Europe, où ils ont commencé à avoir des enfants, et le premier enfant né de chaque couple était un albinos et ces albinos sont appelés Caïn dans la Bible, et Caïn est l'abréviation de Caucasien. »
En 1994, Ghazi Y. Khankan, directeur du bureau new-yorkais du Council on American – Islamic Relations, a déclaré : « C'est une secte, à mon avis, et dans l'Islam il n'y a pas de sectes. Ils considèrent leur chef comme un prophète, ce qui signifie qu'ils ont dévié de la voie islamique ». La similitude superficielle des croyances d'York avec celles du groupe Heaven's Gate a conduit à des articles de journaux inquiets après le suicide de masse de ce groupe en 1997.